# Phalacronothus biguttatus
Phalacronothus biguttatus är en skalbaggsart som beskrevs av Ernst Friedrich Germar 1824. Phalacronothus biguttatus ingår i släktet Phalacronothus och familjen Aphodiidae. Inga underarter finns listade i Catalogue of Life.